# Here With Me
Here With Me släpptes den 22 mars 2006 och är Nathalie Schmeikals debutalbum.
Spår 14 på skivan är en cover på Boyz II Men, som Nathalie tidigare framfört i Idol 2004.

## Spår
| Nr | Låttitel                  |
| -- | ------------------------- |
| 1  | Did You Love Me           |
| 2  | Miss It                   |
| 3  | Here With Me              |
| 4  | We Think It's Love        |
| 5  | Silent Room               |
| 6  | Ay Ay Ay                  |
| 7  | Come What May             |
| 8  | Letting You Know (Fallen) |
| 9  | Two Weeks Notice          |
| 10 | Cry                       |
| 11 | Good Vibe                 |
| 12 | Don't Think So            |
| 13 | Falling To Deep           |
| 14 | Song For Mama             |

## Singlar
| Utgiven        | Låttitel           |
| -------------- | ------------------ |
| Juni 2005      | Did You Love Me    |
| Februari 2006  | We Think It's Love |
| September 2006 | Here With Me       |